# كارل بيرجمان
كارل بيرجمان (بالألمانية: Carl Bergmann)‏ هو مصرفي ودبلوماسي وسياسي ألماني، ولد في 20 أبريل 1874 بزومردا في ألمانيا، وتوفي في 26 سبتمبر 1935 ببرلين في ألمانيا.